# 4 fun
4 Fun je bila slovenska glasbena skupina iz obdobja devetdesetih let 20. stoletja.
Glavna vokalistka skupine je bila na začetku pevka Julija, pozneje pa jo je nadomestila Karmen Stavec, v skupini pa so sodelovali še Boštjan Grabnar - Dr. Grabnar, Aleš Dolinar - DJ Buci in Dejan Stančevič - MC Stanac.
V letih glasbenega delovanja so izdali dva samostojna albuma. Prvi, 4 U, je izšel leta 1995 pri založbi Megaton Records, drugi album Kamadero pa je izšel leta 1996 prav tako pri Megaton Records.
Vokalistka Karmen Stavec je v skupini delovala do konca leta 1997, ko se je odločila za samostojno kariero in leto pozneje izdala svojo prvo ploščo. Glavni glasbeni zvrsti sta bili pop in dance.

## Uspešnice
- Hej ti
- Jaz potrebujem več
- Kamadero
- El condor flight
- Ko pade noč
- Najina ljubezen
- Kraljica noči
- Čakam te
- V glasbi je vsa moč
- I wanna wake up with you
- Prazna postelja
- Ob tebi zaspim
- Vodnjak želja
- Ne laži mi
- To si ti